# Quarkonic
Trong vật lý hạt, quarkonic (từ quark và - onium, pl. Quarkonia) là một meson không hương vị với thành phần là một quark nặng và phản vật chất của chính nó, làm cho nó trở thành một hạt trung tính và phản hạt của chính nó.

## Lý lịch

### Quark ánh sáng
Quark nhẹ (lên, xuống, và lạ) là ít hơn nhiều so với đồ sộ các quark nặng hơn, và do đó các quốc gia vật lý thực sự nhìn thấy trong các thí nghiệm (η, η ', và π 0 meson) là hỗn hợp cơ học lượng tử của các bang quark nhẹ. Sự khác biệt khối lượng lớn hơn nhiều giữa sự quyến rũ và đáy quark và nhẹ hơn quark kết quả ở các bang mà cũng được quy định trong điều khoản của một cặp quark-phản quark của một hương vị nhất định.

## Quark nặng

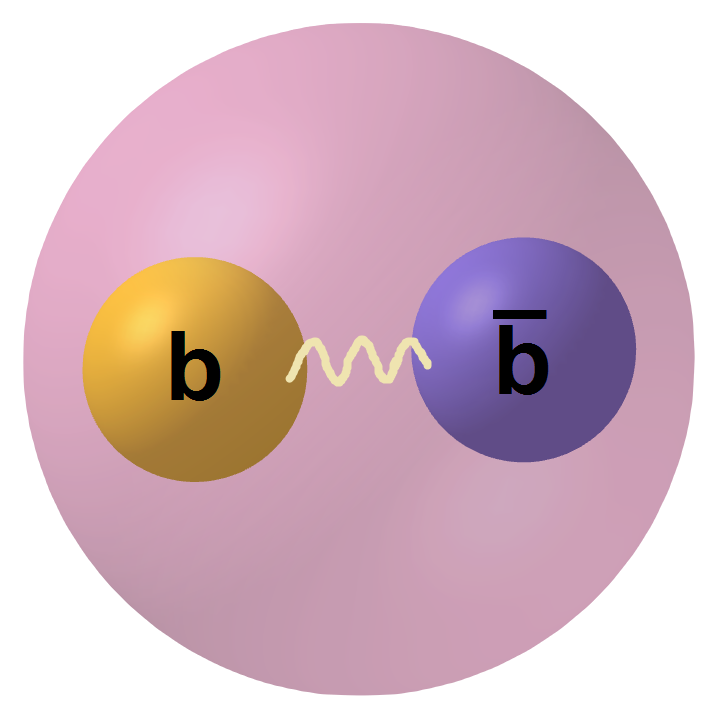
Bottomonium

Ví dụ về các quarkonia là J / ψ meson (trạng thái cơ bản của charmonium, cc) và  meson (đáy, bb). Do khối lượng cao của quark đỉnh, toponium không tồn tại, vì quark đỉnh phân rã thông qua tương tác điện yếu trước khi trạng thái ràng buộc có thể hình thành (một ví dụ hiếm hoi về quá trình yếu tiến hành nhanh hơn quá trình mạnh). Thông thường, từ "quarkonium" chỉ để chỉ charmonium và bottomonium, chứ không nói đến bất kỳ trạng thái phản vật quark nhẹ nào.

## Charmonic

Charmonium

Trong bảng sau đây, cùng một hạt có thể được đặt tên bằng ký hiệu phổ hoặc với khối lượng của nó. Trong một số trường hợp, chuỗi kích thích được sử dụng: 'là kích thích đầu tiên của Ψ (vì lý do lịch sử, trường hợp này được gọi là hạt J /); Ψ "là một sự kích thích thứ hai, v.v. Đó là, tên trong cùng một ô là đồng nghĩa.
Một số tiểu bang được dự đoán, nhưng chưa được xác định; những người khác không được xác nhận. Số lượng tử của hạt X (3872) đã được đo gần đây bằng thí nghiệm LHCb tại CERN. Phép đo này làm sáng tỏ bản sắc của nó, ngoại trừ tùy chọn thứ ba trong số ba hình dung, đó là:
- một trạng thái lai charmonium
- một {\displaystyle D^{0}{\bar {D}}^{*0}} phân tử
- một ứng cử viên cho trạng thái 1 1 D 2

Năm 2005, thí nghiệm BaBar đã công bố phát hiện ra một trạng thái mới: Y (4260). Kể từ đó, CLEO và Belle đã chứng thực những quan sát này. Lúc đầu, Y (4260) được cho là trạng thái charmonium, nhưng bằng chứng cho thấy những lời giải thích kỳ lạ hơn, chẳng hạn như "phân tử" D, cấu trúc 4 quark hoặc meson lai. 
| Ký hiệu hạn n2S + 1LJ | Tôi G (J P C) | Hạt                           | khối lượng (MeV / c 2) |
| --------------------- | ------------- | ----------------------------- | ---------------------- |
| 1 1 S 0               | 0 + (0 − +)   | η c (1 S)                     | 29834±05               |
| 1 3 S 1               | 0 − (1 − )    | J / ψ (1 S)                   | 3096900±0006           |
| 1 1 P 1               | 0 − (1 + −)   | h c (1 P)                     | 352538±011             |
| 1 3 P 0               | 0 + (0 ++)    | χc 0 (1 P)                    | 341475±031             |
| 1 3 P 1               | 0 + (1 ++)    | χ c 1 (1 P)                   | 351066±007             |
| 1 3 P 2               | 0 + (2 ++)    | χ c 2 (1 P)                   | 355620±009             |
| 2 1 S 0               | 0 + (0 − +)   | η c (2 S) hoặc η′ c η′ c η′ c | 36392±12               |
| 2 3 S 1               | 0 − (1 − )    | ψ (2S) hoặc ψ (3686)          | 3686097±0025           |
| 1 1 D 2               | 0 + (2 − +)   | η c 2 (1 D) †                 | 36392±12               |
| 1 3 D 1               | 0 − (1 − )    | ψ (3770)                      | 377313±035             |
| 1 3 D 2               | 0 − (2 − )    | ψ 2 (1 D)                     |                        |
| 1 3 D 3               | 0 − (3 − )    | ψ 3 (1 D) †                   |                        |
| 2 1 P 1               | 0 − (1 + −)   | h c (2 P) †                   |                        |
| 2 3 P 0               | 0 + (0 ++)    | χ c 0 (2 P) †                 |                        |
| 2 3 P 1               | 0 + (1 ++)    | χ c 1 (2 P) †                 |                        |
| 2 3 P 2               | 0 + (2 ++)    | χ c 2 (2 P) †                 |                        |
| ? ? ? ?               | 0 + (1 ++) †  | X (3872)                      | 387169±017             |
| ? ? ? ?               | ? ? (1 -)     | Y (4260)                      | 4263+8 −9 4263+8 −9    |

Ghi chú:
* Cần xác nhận.
† dự đoán, nhưng chưa được xác định.
† Giải thích như 1 − − bang charmonium không được ưa chuộng.

## Đáy
Trong bảng sau đây, cùng một hạt có thể được đặt tên bằng ký hiệu phổ hoặc với khối lượng của nó.
Một số tiểu bang được dự đoán, nhưng chưa được xác định; những người khác không được xác nhận. 
| Term symbol n2S+1LJ | IG(JPC) | Particle          | mass (MeV/c2)                      |
| ------------------- | ------- | ----------------- | ---------------------------------- |
| 1S0                 | 0+(0−+) | ηb(1S)            | 93909±28                           |
| 13S1                | 0−(1−)  | Υ(1S)             | 946030±026                         |
| 1P1                 | 0−(1+−) | hb(1P)            | 98993±08                           |
| 13P0                | 0+(0++) | χb0(1P)           | 985944±052                         |
| 13P1                | 0+(1++) | χb1(1P)           | 989276±040                         |
| 13P2                | 0+(2++) | χb2(1P)           | 991221±040                         |
| 21S0                | 0+(0−+) | ηb(2S)            |                                    |
| 23S1                | 0−(1−)  | Υ(2S)             | 1002326±031                        |
| 1D2                 | 0+(2−+) | ηb2(1D)           |                                    |
| 13D1                | 0−(1−)  | Υ(1D)             |                                    |
| 13D2                | 0−(2−)  | Υ2(1D)            | 101611±17                          |
| 13D3                | 0−(3−)  | Υ3(1D)            |                                    |
| 21P1                | 0−(1+−) | hb(2P)            |                                    |
| 23P0                | 0+(0++) | χb0(2P)           | 102325±06                          |
| 23P1                | 0+(1++) | χb1(2P)           | 1025546±055                        |
| 23P2                | 0+(2++) | χb2(2P)           | 1026865±055                        |
| 3S1                 | 0−(1−)  | Υ(3S)             | 103552±05                          |
| 3P1                 | 0+(1++) | χb1(3P)           | 1051342±041 (stat.) ± 0.53 (syst.) |
| 3P2                 | 0+(2++) | χb2(3P)           | 1052402±057 (stat.) ± 0.53 (syst.) |
| 43S1                | 0−(1−)  | Υ(4S) or Υ(10580) | 105794±12                          |
| 53S1                | 0−(1−)  | Υ(5S) or Υ(10860) | 10865±8                            |
| 63S1                | 0−(1−)  | Υ(11020)          | 11019±8                            |

Ghi chú:
* Kết quả sơ bộ. Xác nhận cần thiết.
Trạng thái Υ (1S) được phát hiện bởi nhóm thử nghiệm E288, đứng đầu là Leon Lederman, tại Fermilab vào năm 1977, và là hạt đầu tiên chứa quark đáy được phát hiện. Trạng thái χ b (3P) là hạt đầu tiên được phát hiện trong Máy va chạm Hadron lớn. Bài viết về khám phá này lần đầu tiên được gửi tới arXiv vào ngày 21 tháng 12 năm 2011  Vào tháng 4 năm 2012, thí nghiệm DØ của Tevatron xác nhận kết quả trong một bài báo được xuất bản trên Phys. Rev D. Các trạng thái J = 1 và J = 2 lần đầu tiên được giải quyết bằng thử nghiệm CMS vào năm 2018.

## Toponium
Các meson theta dự kiến sẽ không thể quan sát được, vì các quark hàng đầu phân rã quá nhanh để tạo thành meson.

## QCD và quarkonia
Tính toán các tính chất của meson trong phương pháp sắc ký lượng tử (QCD) là một tính chất không gây nhiễu hoàn toàn. Kết quả là, phương pháp chung duy nhất có sẵn là tính toán trực tiếp bằng cách sử dụng các kỹ thuật mạng QCD (LQCD).    Tuy nhiên, đối với quarkonia nặng, các kỹ thuật khác cũng có hiệu quả.
Các quark ánh sáng trong một meson di chuyển với tốc độ tương đối tính, vì khối lượng của trạng thái bị ràng buộc lớn hơn nhiều so với khối lượng của quark. Tuy nhiên, tốc độ của bùa mê và các quark đáy trong quarkonia tương ứng của chúng đủ nhỏ hơn, do đó các hiệu ứng tương đối ảnh hưởng đến các trạng thái này ít hơn nhiều. Người ta ước tính rằng tốc độ, v, gấp khoảng 0,3 lần tốc độ ánh sáng đối với charmonia và khoảng 0,1 lần tốc độ ánh sáng đối với bottomonia. Việc tính toán sau đó có thể được tính gần đúng bằng cách mở rộng quyền hạn của v / c và v 2 / c 2. Kỹ thuật này được gọi là QCD không tương đối (NRQCD).
NRQCD cũng đã được lượng tử hóa như một lý thuyết máy đo mạng, cung cấp một kỹ thuật khác để tính toán LQCD. Đã có thỏa thuận tốt với các khối dưới đáy đã được tìm thấy và điều này cung cấp một trong những thử nghiệm không gây nhiễu tốt nhất của LQCD. Đối với đại chúng charmonium, thỏa thuận này không tốt bằng, nhưng cộng đồng LQCD đang tích cực làm việc để cải thiện các kỹ thuật của họ. Công việc cũng đang được thực hiện trên các tính toán của các tính chất như độ rộng của các trạng thái quarkonia và tỷ lệ chuyển đổi giữa các trạng thái.
Một kỹ thuật sớm, nhưng vẫn hiệu quả, sử dụng các mô hình về tiềm năng hiệu quả để tính toán khối lượng của các trạng thái quarkonia. Trong kỹ thuật này, người ta sử dụng thực tế là chuyển động của các quark bao gồm trạng thái quarkonium là không tương đối để cho rằng chúng di chuyển trong một thế năng tĩnh, giống như các mô hình không tương đối của nguyên tử hydro. Một trong hầu hết các mô hình tiềm năng phổ biến là cái gọi là Cornell (hoặc phễu) tiềm năng
{\displaystyle V(r)=-{\frac {a}{r}}+br} 
Ở đâu {\displaystyle r} là bán kính hiệu quả của trạng thái quarkonium, {\displaystyle a} và {\displaystyle b} là các tham số. Tiềm năng này có hai phần. Phần đầu tiên, {\displaystyle a/r} tương ứng với tiềm năng gây ra bởi sự trao đổi một gluon giữa quark và quark chống quark của nó, và được gọi là phần Coulombic của tiềm năng, vì nó {\displaystyle 1/r} hình dạng giống hệt với tiềm năng Coulombic nổi tiếng gây ra bởi lực điện từ. Phần thứ hai, {\displaystyle br}, được gọi là phần giam cầm của tiềm năng và tham số hóa các tác động không gây nhiễu của QCD. Nói chung, khi sử dụng phương pháp này, một hình thức thuận tiện cho chức năng sóng của các quark được thực hiện, và sau đó {\displaystyle a} và {\displaystyle b} được xác định bằng cách khớp kết quả tính toán với khối lượng của các trạng thái quarkonium được đo lường tốt. Hiệu ứng tương đối và các hiệu ứng khác có thể được kết hợp vào phương pháp này bằng cách thêm các thuật ngữ bổ sung vào tiềm năng, giống như cách chúng dành cho nguyên tử hydro trong cơ học lượng tử không tương đối. Hình thức này đã được bắt nguồn từ QCD cho đến {\displaystyle {\mathcal {O}}(\Lambda _{\text{QCD}}^{3}r^{2})} bởi Y. Sumino năm 2003. Nó phổ biến vì nó cho phép dự đoán chính xác các tham số quarkonia mà không cần tính toán mạng tinh thể dài và cung cấp một sự tách biệt giữa các hiệu ứng Coulombic khoảng cách ngắn và hiệu ứng giam cầm khoảng cách dài có thể hữu ích trong việc tìm hiểu lực quark / chống quark được tạo ra bằng QCD.
Quarkonia đã được đề xuất như một công cụ chẩn đoán sự hình thành plasma quark của glarkon: cả sự biến mất và tăng cường sự hình thành của chúng tùy thuộc vào năng suất của các quark nặng trong huyết tương có thể xảy ra.